# Полищук, Роман Владимирович
Роман Владимирович Полищук (укр. Роман Володимирович Поліщук; род. 25 июня 1978, Черкассы) — украинский футболист и тренер.

## Игровая карьера
Воспитанник ДЮСШ «Днепр-80» (Черкассы). Первый тренер — В. В. Вернигора.
В профессиональном футболе начал играть в первой лиге за «Черкассы», где долгое время не мог заиграть в основном составе, из-за чего выступал за молодёжные команды клуба. Весь 1999 год провёл в аренде в «Кремне».
Летом 2001 года «Черкассы» потеряли место в первой лиге, и через полгода Полищук покинул команду, перейдя в перволиговый «Черноморец». В составе «моряков» в том же сезоне завоевал второе место и получил место в высшей лиге. В высшем дивизионе Полищук дебютировал 17 июля 2002 года в домашней игре против «Оболони» (0:2).
Однако на уровне высшей лиги стать основным игроком «Черноморца» Полищук не сумел. Сыграв за полгода лишь 9 матчей в чемпионате, в зимний перерыв он был отправлен в дубль, где и доиграл сезон. Далее выступал за фарм-клуб «моряков» — «Николаев», а затем на правах аренды вернулся в «Черкассы».
В 2004 году выступал в сумском «Спартаке-Горобына», после чего в начале 2005 года перешёл в «Нефтяник-Укрнефть». В апреле того же года вновь стал игроком «Черкасс», изменивших название на «Днепр». В составе родного клуба долгое время был капитаном и основным пенальтистом, выступая в первой и второй лигах до конца 2008 года.
В начале 2009 года стал игроком кировоградской «Звезды», где у Полищука начались травмы, которые не позволяли футболисту набрать оптимальную физическую форму. Когда Роман смог восстановиться, то в трёх играх забил два мяча. Затем в матче с «Крымтеплицей» в сентябре 2009 года «порвал» ахилл и вновь на два с половиной месяца остался вне игри, при том, что в конце года контракт со «Звездой» у Полищука заканчивался. В такой ситуации сотрудничество клуба с игроком было окончено. Тогда, в конце 2009 года из-за травм футболист завершил профессиональную карьеру.
Далее некоторое время выступал в любительских командах «Заря» (Белозорье) и МФК «Христиновка».

## Тренерская карьера
В 2013 году работал тренером ДЮСШ «Славутич-Заря», затем команды дублёров «Заря—2» (Белозорье). С 13 января 2014 года — исполняющий обязанности главного тренера «Зари» (Белозерье).

## Образование
Выпускник Черкасского национального университете им. Б. Хмельницкого по специальности «Физическое воспитание».